# Île Popina
L'île Popina est située dans le nord du liman de Razelm, à 6 km au nord-ouest de l'embouchure du canal de Dunavăț, près des piscicultures de Lacurile et de Sarinasuf (Fundea), dans la commune de Valea Nucarilor du județ de Tulcea, en Roumanie.
L'île Popina culmine à 47 m et a une étendue de 98 ha. Depuis que la Roumanie a perdu l'Île des Serpents en Mer Noire (1948) et que l'île d'Ada Kaleh aux portes de Fer a été recouverte par les eaux du barrage sur le Danube (1970), l'île Popina est la seule île rocheuse et pélagique de la Roumanie. 

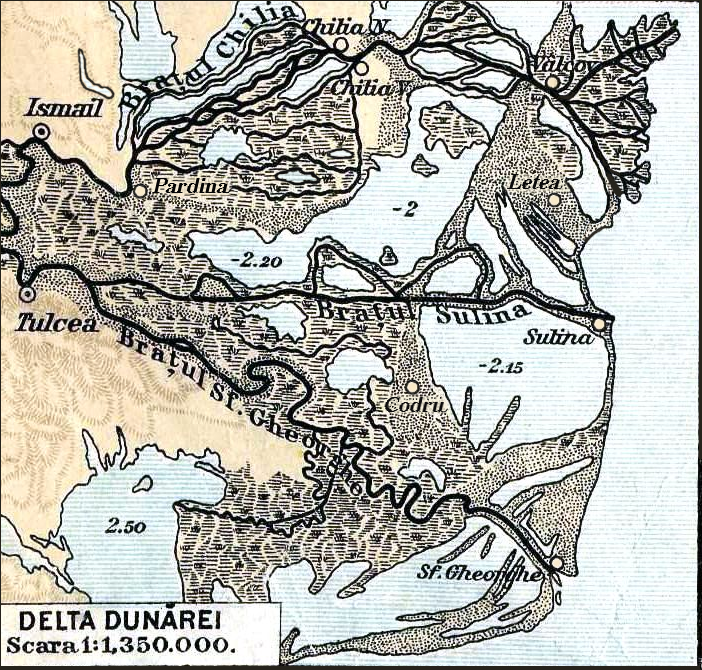
Zones inondables et non-inondables du Delta du Danube.

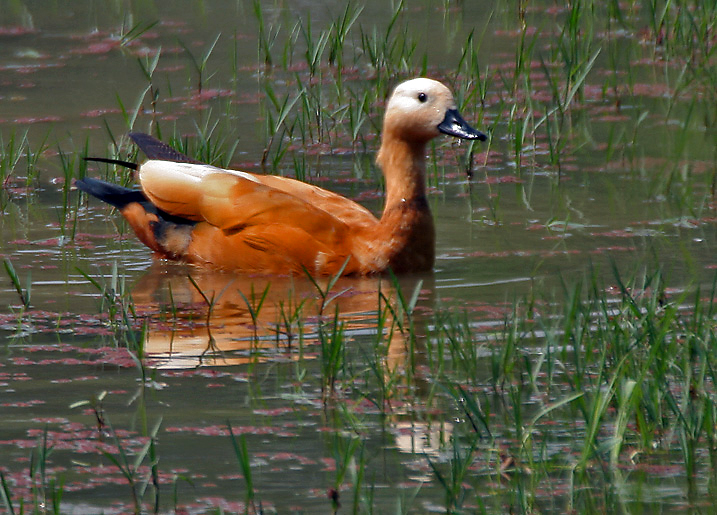
Un tadorne Tadorna feruginea.

## Étymologie
Le mot popină désigne une « terre non inondable » en roumain ; des équivalents slaves sont horodište ou gradishte.

## Géologie et histoire
L'île est géologiquement une partie du massif hercynien du Măcin, avec un socle continental rocheux, composé de calcaires du mésozoïque et du trias, et une couverture partielle de loess. Sur la rive nord de l'île, il y a des sources hydrothermales encore peu étudiées, qui donnent à l'île un intérêt scientifique particulier. Durant la dernière période glaciaire, Popina était une colline, que la remontée des eaux post-glaciaire a entouré d'eau en faisant monter le niveau de la Mer Noire, il y a environ huit mille ans. Elle est donc géologiquement ancienne, mais géographiquement récente, ce qui explique l'absence d'espèces qui lui soient endémiques, à l'exception du faucheur Isophya dobrogensis.
Au Néolithique, à l'époque de la culture de Hamangia (5.000-3.000 avant notre ère) et dans l'Antiquité, les limans de Sinoe (Albastru), Golovița, Zmeica (Șerpilor) et Razelm (Iancina) n'étaient pas encore transformés en lagunes car les cordons littoraux qui les isolent de la mer n'étaient pas encore sédimentés. C'étaient, selon Hérodote et Pline, des golfes de la mer appelés Argamos, Halmyris et Pteros : Popina était alors une île du large, et c'est probablement elle que l'historien grec Claude Ptolémée mentionne sous le nom d’Eukon dans sa description des batailles navales entre Empire romain et les Géto-daces.
C'est durant l'Antiquité tardive, vers la fin de la première période byzantine et au début des invasions slaves, que les dépôts alluviaux du Danube et de la mer ont commencé à former le liman appelé Iancina au Moyen Âge et Razim ou Razelm (nom lipovène) à l'ère moderne. Cet alluvionnement et les invasions ont mené, au VIIe siècle, à l'abandon des cités greco-romaines des environs (Histria et Argamon). Des monnaies trouvées sur l'île, mais aussi à Histria et dans sa colonie Nikonion sur le liman du Tyras, révèlent que l'île était un abri sur la route maritime entre ces deux cités. 
Le climat aussi a évolué à cette époque car les pollens fossiles qui révèlent dans l'Antiquité la présence de pins maritimes, de cyprès et d'oliviers, disparaissent au profit d'herbacées résistantes au gel. Actuellement le climat, pontique, se réchauffe à nouveau, présentant des étés de type méditerranéen.
Le liman alentour était initialement saumâtre, mais les grands travaux de la période communiste ont modifié l'hydrologie locale et il est à présent en eau douce.

## Une zone strictement protégée
Depuis 1933, l'île de Popina est une réserve naturelle, placée à l'origine sous la protection de l'Institut de Bio-Océanographique de Constanța fondé par Grigore Antipa. Par la suite, grâce au décret d'application 248 du 27 mai 1994, la loi 82/1993 est concrétisée par l'inclusion de l'île dans la Réserve de biosphère du delta du Danube. 
Sur un périmètre de 3 600 ha sur les rives du liman autour de l'île, la Réserve a réalisé un certain nombre de projets de reconstruction écologique.
L'île étant isolée du continent et son accès étant strictement réglementé et réservé aux chercheurs, la Réserve est en mesure d'y protéger de nombreuses espèces dobrogéennes de plantes herbacées spécifiques de la steppe pontique, ainsi que les aires de nidification des oiseaux et les habitats de reptiles, amphibiens et insectes qui sont, ici, à l'abri de l'activité humaine.

## Biodiversité de l'île
La végétation est abondante, composée de plusieurs espèces de plantes herbacées naines, de roseaux, massettes, joncs et cannes, ainsi que de plantes aquatiques (en particulier les nénuphars) tout autour de l'île.
L'île de Popina est un lieu d'escale important pour les oiseaux migrateurs. Au printemps, dans la végétation sciaphile et xérophile du sommet de l'île, les oiseaux aquatiques, mais aussi des espèces venant de régions plus chaudes (par exemple des bergeronnettes en provenance du Congo), ainsi que des oiseaux des milieux arbustifs comme le Rossignol philomèle Luscinia megarhynchos et le Bruant mélanocéphale Emberiza melanocephala ou des milieux ouverts comme l'Alouette calandre Melanocorypha calandra y font escale.
Popina est aussi un important lieu de nidification pour le Tadorne de Belon Tadorna tadorna et Tadorne casarca Tadorna ferruginea. 
Outre les oiseaux, l'île présente une faune d'arthropodes encore insuffisamment étudiée. On y a trouvé des veuves noires Lactrodectus tredecimguttatus, signalées en 1965, et des scolopendres Scolopendra cingulata. Parmi les insectes, l'île de Popina abrite le faucheur endémique Isophya dobrogensis.

## L'île Popina dans la culture
Au cours de l'année 1985, le réalisateur Ion Bostan (1914-1992) a réalisé un documentaire sur l'île titré La Baleine de pierre.
En 2002, la prosatrice Alexandra Fenoghen publie Presque des histoires (éd. Kriterion, Bucarest-Cluj, 2002). Dans son récit Jugement, quelques jeunes débarqués sur l'Île Popina au cours d'une partie de pêche capturent deux serpents, puis s'amusent à juger, condamner et tuer l'un d'entre eux. En repartant ils hissent, à la place du drapeau, la peau du serpent tué. C'est là que le fantastique fait son entrée : cet acte qui fait baisser leur vigilance les livre, par effet domino, à une série de catastrophes où interviennent les quatre éléments, le feu mal éteint qui embrase les roselières sèches, le vent brûlant qui sème la panique, le bateau qui prend l'eau et la terre de l'île qu'ils doivent à nouveau aborder à la nage sans communications, ni aliments, ni outils de pêche, et ne sachant pas si et quand ils seront secourus. Pour couronner le tout, deux repris de justice évadés débarquent sur l'île.